# المقياس المعدل للإنذار المبكر

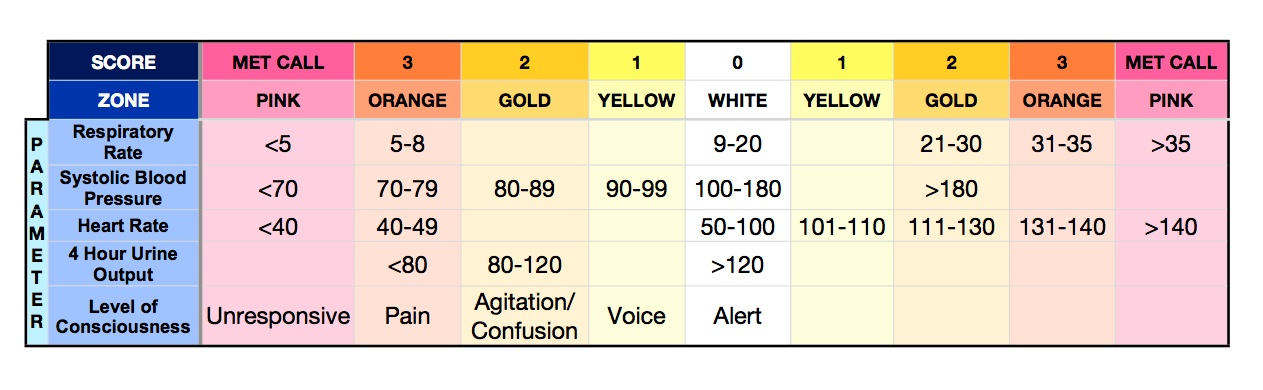
صورة مقياس ويلنغتون يشرح المقياس المعدل للإنذار المبكر

إن المقياس المعدل للإنذار المبكر (MEWS) دليل مبسط يستخدم من قبل هيئة التمريض والفريق الطبي في المستشفيات بالإضافة إلى الخدمات الطبية الطارئة لسرعة تحديد درجة المرض التي وصلت لها حالة المريض. وتعتمد على بيانات مأخوذة من أربع قراءات فيسيولوجية تتمثل في (ضغط الدم الانقباضي، وسرعة القلب، ووتيرة التنفس، ودرجة حرارة الجسم) وملاحظة واحدة وهي (مستوى الوعي، والتنبيه، والاستجابة للصوت، والاستجابة للألم، وفقد الوعي "AVPU"). وتقارن الملاحظات الناتجة بالمعدل الطبيعي لقياس درجة واحدة مركبة كما يلي:
| المقياس                                                     | 3    | 2   | 1               | 0                    | 1               | 2               | 3         |
| ----------------------------------------------------------- | ---- | --- | --------------- | -------------------- | --------------- | --------------- | --------- |
| ضغط الدم الانقباضي                                          | <45% | 30% | منخفض بنسبة 15% | طبيعي بالنسبة للمريض | مرتفع بنسبة 15% | 30%             | >45%      |
| معدل ضربات القلب (BPM)                                      | —    | <40 | 41-50           | 51-100               | 101-110         | 111-129         | >130      |
| معدل التنفس (RPM)                                           | —    | <9  | —               | 9-14                 | 15-20           | 21-29           | >30       |
| درجة الحرارة (مئوية)                                        | —    | <35 | —               | 35.0-38.4            | —               | >38.5           | —         |
| التنبيه والاستجابة للصوت والاستجابة للألم وفقد الوعي (AVPU) | —    | —   | —               | التنبيه              | الاستجابة للصوت | الاستجابة للألم | فقد الوعي |

ترتبط الدرجة التي تصل إلى 5 أو أكثر إحصائيًا بزيادة احتمالية الوفاة أو الدخول إلى وحدة العناية المركزة.
وتستخدم أنظمة المقياس المعدل للإنذار المبكر المختلفة في جميع أنحاء العالم سواء اختلفت معاملات القياس أو تغيرت قياسات نقاط تفاقم تدهور الحالة.
وتعيِّن بعض الأنظمة درجات لمعاملات أخرى بما يشتمل على كمية البول الخارجة والتشبع بالأكسجين ومعدل تدفق تناول الأكسجين ودرجات الألم.
ويستخدم المقياس المعدل للإنذار المبكر داخل المستشفيات باعتباره جزءًا من نظام «التتبع والاستثارة» الذي يؤدي فيه ارتفاع الدرجات إلى استجابة مصعدة تختلف عن زيادة تواتر عمليات ملاحظة المريض (ذي الدرجات المنخفضة) وصولًا إلى مراجعة عاجلة حسب الاستجابة السريعة أو فريق الطوارئ الطبية (استدعاء فريق الطوارئ الطبية).
وفيما يلي بعض نماذج أنظمة المقياس المعدل للإنذار المبكر المستخدمة حاليًا:

## أمانة المستشفيات التعليمية في ليدز (LTHT)، إنجلترا 2011
(بدقة اعتبارًا من فبراير 2011)
| المقياس                                                     | 3          | 2      | 1               | 0                    | 1               | 2               | 3         |
| ----------------------------------------------------------- | ---------- | ------ | --------------- | -------------------- | --------------- | --------------- | --------- |
| ضغط الدم الانقباضي                                          | <45%       | <30%   | منخفض بنسبة 15% | طبيعي بالنسبة للمريض | مرتفع بنسبة 15% | مرتفع بنسبة 30% | >45%      |
| معدل ضربات القلب (BPM)                                      | <30        | <40    | 41-50           | 51-100               | 101-110         | 111-130         | >130      |
| معدل التنفس (RPM)                                           | <8         | —      | 8-11            | 12-20                | 21-25           | 26-30           | >30       |
| نسبة التشبع بالأكسجين                                       | <85        | >85    | >90             | >95                  | —               | —               | —         |
| دعم الجهاز التنفسي                                          | CPAP BiPAP | >60%   | أكسجين          | لا شيء               | —               | —               | —         |
| التنبيه والاستجابة للصوت والاستجابة للألم وفقد الوعي (AVPU) | —          | —      | تشوش جديد       | التنبيه              | الاستجابة للصوت | الاستجابة للألم | فقد الوعي |
| كمية البول الخارجة (ملليلتر)                                | <80        | 80-119 | 120-200         | >200                 | >800            | —               | —         |
| درجة الألم                                                  | شديدة      | معتدلة | طفيفة           | لا يوجد              | —               | —               | —         |